# TOKYO-BYAKUYA
『TOKYO-BYAKUYA』（トウキョウビャクヤ）は、内田真礼の4枚目のフルオリジナル・アルバム。2024年5月29日にポニーキャニオンから発売された。

## 概要
オリジナルアルバムとしては前作『HIKARI』から約2年7ヶ月ぶりのリリースとなる。
販売形態は、初回限定盤（PCCG-02358）・通常盤（PCCG-02359）・FC限定盤（BRCG-00099）の3種リリースで、初回限定盤とFC限定盤には「永遠なんかありえない」、「CHA∞IN」、「ラブ・ユー・テンダー!」、「ラウドヘイラー」、「聴こえる?」のミュージック・ビデオなどを収録したBDとフォトブックが同梱されている。さらに、FC限定盤にのみ2023年12月24日にパシフィコ横浜にて行われたライブ『Maaya XmasParty!!2023 MAAYA MAAYA MAAYA』の映像を収録したBlu-rayが同梱されている。
いずれの商品にもライブツアー『UCHIDA MAAYA 10th Anniversary Live Tour “TOKYO-BYAKUYA”』のチケット優先販売申込券が封入された。

## 収録内容
| #         | タイトル                  | 作詞                             | 作曲                             | 編曲                          | 時間  |
| --------- | ------------------------- | -------------------------------- | -------------------------------- | ----------------------------- | ----- |
| 1.        | 「透明な合図」            | RIRIKO                           | RIRIKO                           | 藤永龍太郎（Elements Garden） | 4:12  |
| 2.        | 「ラブ・ユー・テンダー!」 | 北澤ゆうほ                       | 北澤ゆうほ                       | UNDER_COVERS                  | 3:45  |
| 3.        | 「RADIAL CITY」           | 山本メーコ                       | Dr.Lilcom、渡邉俊哉              | Dr.Lilcom、渡邉俊哉           | 3:49  |
| 4.        | 「永遠なんかありえない」  | 田淵智也（UNISON SQUARE GARDEN） | 田淵智也（UNISON SQUARE GARDEN） | ハマダコウキ                  | 4:01  |
| 5.        | 「ラウドヘイラー」        | 渡辺翔                           | 渡辺翔                           | 白戸佑輔                      | 3:48  |
| 6.        | 「歌詠鳥」                | TAKE（FLOW）                     | TAKE（FLOW）                     | y0c1e                         | 4:13  |
| 7.        | 「CHA∞IN」                | 戸嶋友祐                         | 戸嶋友祐                         | 戸嶋友祐                      | 4:05  |
| 8.        | 「sleepless」             | mido                             | 前迫潤哉、坂本由佳               | 坂本由佳                      | 4:09  |
| 9.        | 「聴こえる?」             | 林英樹                           | 佐藤純一(fhána)                  | 佐藤純一(fhána)               | 4:06  |
| 10.       | 「Letter from Star」      | ZAQ                              | ZAQ                              | 黒須克彦                      | 5:48  |
| 合計時間: | 合計時間:                 | 合計時間:                        | 合計時間:                        | 合計時間:                     | 41:56 |

| #  | タイトル                               | 作詞 | 作曲・編曲 |
| -- | -------------------------------------- | ---- | ---------- |
| 1. | 「永遠なんかありえない」(MUSIC VIDEO)  |      |            |
| 2. | 「永遠なんかありえない」(OFF SHOT)     |      |            |
| 3. | 「永遠なんかありえない」(MAKING)       |      |            |
| 4. | 「CHA∞IN」(MUSIC VIDEO)                |      |            |
| 5. | 「ラブ・ユー・テンダー!」(MUSIC VIDEO) |      |            |
| 6. | 「ラウドヘイラー」(MUSIC VIDEO)        |      |            |
| 7. | 「聴こえる?」(MUSIC VIDEO)             |      |            |

## 楽曲解説
本アルバムの新曲（『Letter from Star』を除く）は内田の出身である東京の街をモチーフに制作された。
1. 透明な合図
新曲。モチーフとなった具体的な地名は明かされていないが、内田の育った下町のイメージが織り込まれている[2]。
2. ラブ・ユー・テンダー!
15thシングル。テレビアニメ『経験済みなキミと、経験ゼロなオレが、お付き合いする話。』オープニングテーマ。
3. RADIAL CITY
新曲。渋谷がモチーフとなっている[2]。
4. 永遠なんかありえない
新曲。秋葉原がモチーフであったものの、作詞作曲を務めた田淵との打ち合わせを経て「秋葉原の要素はどこへ？という感じになりました（笑）」と内田により語られている[2]。
5. ラウドヘイラー
14thシングル。テレビアニメ『冰剣の魔術師が世界を統べる』エンディングテーマ。
6. 歌詠鳥
新曲。新宿区、特に歌舞伎町がモチーフとなっている[2]。
7. CHA∞IN
16thシングル。テレビアニメ『魔都精兵のスレイブ』エンディングテーマ。
8. sleepless
新曲。特定の街に限定せず、東京の夜のイメージがモチーフとなっている[2]。
9. 聴こえる?
13thシングル。テレビアニメ『社畜さんは幼女幽霊に癒されたい。』エンディングテーマ。
10. Letter from Star
新曲。内田と親交の深いZAQが作詞作曲を手掛け、内田からの手紙をテーマとしている[2]。

## 参加ミュージシャン
透明な合図
- Drums：諸石和馬
- Guitar, Bass, All Other Instruments & Programming  ：藤永龍太郎（Elements Garden）

ラブ・ユー・テンダー!
- Drums：諸石和馬
- Guitar, Bass & All Other Instruments ：UNDER_COVERS

RADIAL CITY
- Guitar：katter
- All Other Instruments & Programming ：Dr.Lilcom、渡邉俊哉

永遠なんかありえない
- Guitar：小林ファンキ風格
- Bass：吉川竜矢
- Drums：丸山タカヨシ
- Piano：駄菓子O型
- Guitar, All Other Instruments ：ハマダコウキ

ラウドヘイラー
- E.Guitar：eba
- Bass：櫻井陸来
- Drums：ゆーまお(ヒトリエ)
- Violin：室屋光一郎、徳永友美
- All Other Instruments ：白戸佑輔(Dream Monster)

歌詠鳥
- All Instruments & Programming ：y0c1e

CHA∞IN
- Guitar：佐々木“コジロー”貴之
- Bass：川村竜
- Chorus：ricono
- Programming & All Other Instruments ：戸嶋友祐

sleepless
- Guitar：坂本昌也
- All Other Instruments & Programming ：坂本由佳

聴こえる?
- E.Guitar：山本陽介
- Bass:須藤優
- Drums:河村吉宏
- Strings:真部裕ストリングス
- Trumpet:吉澤達彦、米所裕夢
- Trombone:半田信英
- Tenor Saxophone：丹澤誠二
- All Other Instruments：佐藤純一(fhána)

Letter from Star
- E.Guitar, A.Guitar & Mandolin：山本陽介
- Piano:荒幡亮平
- Drums:北村望
- Bass & All Other Instruments：黒須克彦

## チャート
| チャート（2024年）               | 最高位 |
| -------------------------------- | ------ |
| オリコン                         | 10     |
| Billboard Japan Top Albums Sales | 11     |

## イベント
- 内田真礼 4thアルバム「TOKYO-BYAKUYA」発売記念 フリーライブ（2024年6月2日-9日：三井ショッピングパークららぽーと福岡、ららぽーと横浜、あべのキューズモール）[5]